# Funktionentheorie

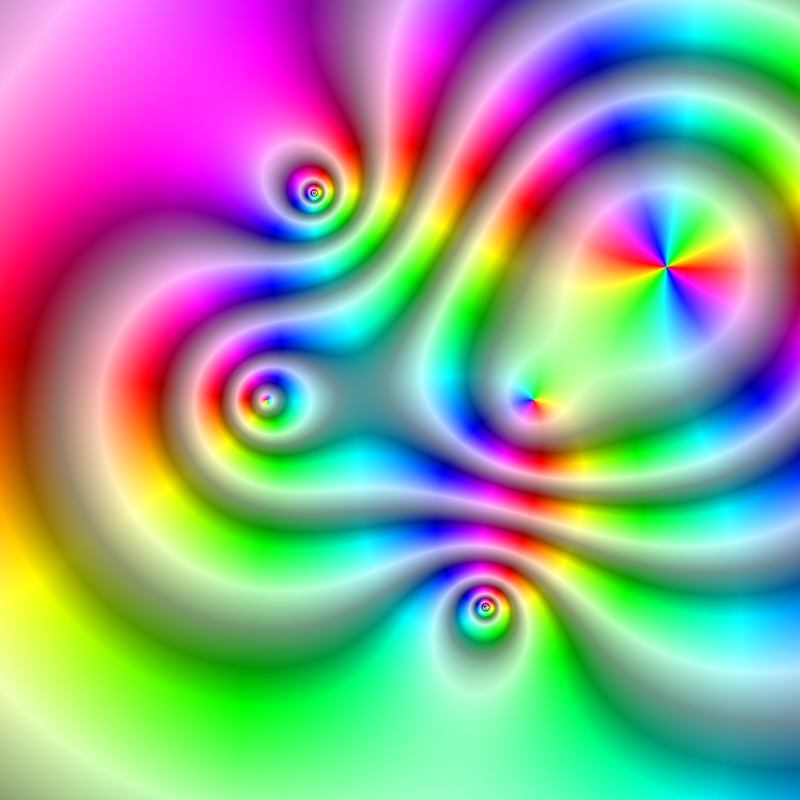
Funktionsgraph von f(z)=(z^{2}-1)(z-2-i)^{2}/(z^{2}+2+2i) in Polarkoordinaten. Der Farbton gibt den Winkel an, die Helligkeit den Betrag der komplexen Zahl.

Die Funktionentheorie ist ein Teilgebiet der Mathematik. Sie befasst sich mit der Theorie holomorpher, also differenzierbarer komplexwertiger Funktionen mit komplexen Variablen. Da insbesondere die Funktionentheorie einer komplexen Variablen reichlich Gebrauch von Methoden aus der reellen Analysis macht, nennt man das Teilgebiet auch komplexe Analysis.
Zu den Hauptbegründern der Funktionentheorie gehören Augustin-Louis Cauchy, Bernhard Riemann und Karl Weierstraß.

## Funktionentheorie in einer komplexen Variablen

### Komplexe Funktionen
Eine komplexe Funktion ordnet einer komplexen Zahl eine weitere komplexe Zahl zu. Da jede komplexe Zahl durch zwei reelle Zahlen in der Form {\displaystyle x+iy} geschrieben werden kann, lässt sich eine allgemeine Form einer komplexen Funktion durch
{\displaystyle x+iy\mapsto f(x+iy)=u(x,y)+iv(x,y)}
darstellen. Dabei sind {\displaystyle \,u(x,y)} und {\displaystyle \,v(x,y)} reelle Funktionen, die von zwei reellen Variablen {\displaystyle x} und {\displaystyle y} abhängen. {\displaystyle \,u(x,y)} heißt der Realteil und {\displaystyle \,v(x,y)} der Imaginärteil der Funktion. Insofern ist eine komplexe Funktion nichts anderes als eine Abbildung von {\displaystyle \mathbb {R} ^{2}}  nach {\displaystyle \mathbb {R} ^{2}} (also eine Abbildung, die zwei reellen Zahlen wieder zwei reelle Zahlen zuordnet). Tatsächlich könnte man die Funktionentheorie auch mit Methoden
der reellen Analysis aufbauen. Der Unterschied zur reellen Analysis wird erst deutlicher, wenn man komplex-differenzierbare Funktionen betrachtet und dabei die multiplikative Struktur des Körpers der komplexen Zahlen ins Spiel bringt, die dem Vektorraum {\displaystyle \mathbb {R} ^{2}} fehlt. Die grafische Darstellung komplexer Funktionen ist etwas umständlicher als gewohnt, da nun vier Dimensionen wiedergegeben werden müssen. Aus diesem Grund behilft man sich mit Farbtönen oder -sättigungen.

### Holomorphe Funktion
Der Differenzierbarkeitsbegriff der eindimensionalen reellen Analysis wird in der Funktionentheorie zur komplexen Differenzierbarkeit erweitert. Analog zum reellen Fall definiert man: Eine Funktion einer komplexen Variablen heißt komplex-differenzierbar (im Punkt {\displaystyle a}), falls der Grenzwert
{\displaystyle f'(a):=\lim _{w\to 0}{\frac {f(a+w)-f(a)}{w}}}
existiert. Dabei muss {\displaystyle f} in einer Umgebung von {\displaystyle a} definiert sein. Für die Definition des Grenzwerts muss dabei der komplexe Abstandsbegriff verwendet werden.
Damit sind für komplexwertige Funktionen einer komplexen Variablen zwei verschiedene Differenzierbarkeitsbegriffe definiert: die komplexe Differenzierbarkeit und die Differenzierbarkeit der zweidimensionalen reellen Analysis (reelle Differenzierbarkeit). Komplex-differenzierbare Funktionen sind auch reell-differenzierbar, die Umkehrung gilt nicht ohne zusätzliche Voraussetzungen.
Funktionen, die in einer Umgebung eines Punktes komplex-differenzierbar sind, nennt man holomorph oder analytisch. Diese haben eine Reihe hervorragender Eigenschaften, die es rechtfertigen, dass sich eine eigene Theorie hauptsächlich damit beschäftigt – eben die Funktionentheorie.
Zum Beispiel ist eine Funktion, die einmal komplex-differenzierbar ist, automatisch beliebig oft komplex-differenzierbar, was im reellen Fall natürlich nicht gilt.
Einen anderen Zugang zur Funktionentheorie bietet das System der Cauchy-Riemannschen Differentialgleichungen
{\displaystyle {\begin{aligned}\partial _{x}u(x,y)&=\partial _{y}v(x,y),\\\partial _{y}u(x,y)&=-\partial _{x}v(x,y).\end{aligned}}}
Eine Funktion ist nämlich genau dann komplex differenzierbar in einem Punkt, wenn sie dort reell differenzierbar ist und das System der Cauchy-Riemannschen Differentialgleichungen erfüllt. Daher könnte man die Funktionentheorie auch als Teilgebiet der Theorie der partiellen Differentialgleichungen verstehen. Jedoch ist die Theorie mittlerweile zu umfangreich und zu vielseitig mit anderen Teilgebieten der Analysis vernetzt, als dass man sie in den Kontext der partiellen Differentialgleichungen einbetten würde.
Geometrisch interpretieren lässt sich die komplexe Differenzierbarkeit als (lokale) Approximierbarkeit durch orientierungstreue affine Abbildungen, genauer durch Verkettungen von Drehungen, Streckungen und Translationen. Entsprechend ist die Gültigkeit der Cauchy-Riemannschen Differentialgleichungen äquivalent damit, dass die zugehörige Jacobi-Matrix die Darstellungsmatrix einer Drehstreckung ist. Holomorphe Abbildungen erweisen sich demzufolge (abseits der Ableitungsnullstellen) als lokal konform, d. h. winkel- und orientierungstreu.

### Cauchysche Integralformel
Mit einem Integrationsweg, der keinerlei Singularitäten von {\displaystyle f} umläuft und für dessen Umlaufzahl um {\displaystyle z} gilt, dass
{\displaystyle 1={\frac {1}{2\pi i}}\oint {\frac {1}{w-z}}\mathrm {d} w,}
gilt die cauchysche Integralformel:
{\displaystyle f(z)={\frac {1}{2\pi i}}\oint {\frac {f(w)}{w-z}}\mathrm {d} w.}
Diese besagt, dass der Wert einer komplex-differenzierbaren Funktion auf einem Gebiet nur von den Funktionswerten auf dem Rand des Gebiets abhängt.

### Funktionen mit Singularitäten
Da die Menge der holomorphen Funktionen recht klein ist, betrachtet man in der Funktionentheorie auch Funktionen, die außer in isolierten Punkten überall holomorph sind. Diese isolierten Punkte werden isolierte Singularitäten genannt. Ist eine Funktion in einer Umgebung um eine Singularität beschränkt, so kann man die Funktion in der Singularität holomorph fortsetzen. Diese Aussage heißt riemannscher Hebbarkeitssatz. Ist eine Singularität {\displaystyle z_{0}} einer Funktion {\displaystyle f} nicht hebbar, hat jedoch die Funktion {\displaystyle (z-z_{0})^{k}f(z)} in {\displaystyle z_{0}} eine hebbare Singularität, so spricht man von einer Polstelle k-ter Ordnung, wobei k minimal gewählt ist. Hat eine Funktion isolierte Polstellen und ist sonst holomorph, so nennt man die Funktion meromorph. Ist die Singularität weder hebbar noch ein Pol, so spricht man von einer wesentlichen Singularität. Nach dem Satz von Picard sind Funktionen mit einer wesentlichen Singularität dadurch charakterisiert, dass es höchstens einen Ausnahmewert a gibt, so dass
sie in jeder beliebig kleinen Umgebung der Singularität jeden beliebigen komplexen Zahlenwert mit höchstens der Ausnahme a annehmen.
Da man jede holomorphe Funktion in eine Potenzreihe entwickeln kann, kann man auch Funktionen mit hebbaren Singularitäten in Potenzreihen entwickeln. Meromorphe Funktionen können in eine Laurent-Reihe entwickelt werden, die nur endlich viele Glieder mit negativer Potenz haben, und die Laurent-Reihen von Funktionen mit wesentlicher Singularität haben eine nicht abbrechende Entwicklung der Potenzen mit negativen Exponenten. Der Koeffizient {\displaystyle a_{-1}} von {\displaystyle (z-z_{0})^{-1}} der Laurent-Entwicklung heißt Residuum. Nach dem Residuensatz kann man nur mit Hilfe dieses Wertes Integrale über meromorphe Funktionen und über Funktionen mit wesentlichen Singularitäten bestimmen. Dieser Satz ist nicht nur in der Funktionentheorie von Bedeutung, denn man kann mit Hilfe dieser Aussage auch Integrale aus der reellen Analysis bestimmen, die wie das gaußsche Fehlerintegral keine geschlossene Darstellung der Stammfunktion besitzen.

### Weitere wichtige Themen und Ergebnisse
Wichtige Ergebnisse sind außerdem noch der riemannsche Abbildungssatz und der Fundamentalsatz der Algebra. Letzterer besagt, dass sich ein Polynom im Bereich der komplexen Zahlen vollständig in Linearfaktoren zerlegen lässt. Für Polynome im Bereich der reellen Zahlen ist dies im Allgemeinen (mit reellen Linearfaktoren) nicht möglich.
Weitere wichtige Forschungsschwerpunkte sind die analytische Fortsetzbarkeit von holomorphen und meromorphen Funktionen auf die Grenzen ihres Definitionsbereiches und darüber hinaus.

## Funktionentheorie in mehreren komplexen Variablen
Es gibt auch komplexwertige Funktionen mehrerer komplexer Variablen. Im Vergleich zur reellen Analysis gibt es in der komplexen Analysis fundamentale Unterschiede zwischen Funktionen einer und mehrerer Variablen. In der Theorie holomorpher Funktionen mehrerer Variablen gibt es kein Analogon zum cauchyschen Integralsatz. Auch der Identitätssatz gilt nur in einer abgeschwächten Form für holomorphe Funktionen mehrerer Veränderlicher. Die cauchysche Integralformel jedoch lässt sich ganz analog auf mehrere Variablen verallgemeinern. In dieser allgemeineren Form nennt man sie auch Bochner-Martinelli-Formel. Außerdem besitzen meromorphe Funktionen mehrerer Variablen keine isolierten Singularitäten, was aus dem sogenannten Kugelsatz von Hartogs folgt, und als Konsequenz auch keine isolierten Nullstellen. Auch der riemannsche Abbildungssatz – ein Höhepunkt der Funktionentheorie in einer Variablen – hat kein Äquivalent in höheren Dimensionen. Nicht einmal die beiden natürlichen Verallgemeinerungen der eindimensionalen Kreisscheibe, die Einheitskugel und der Polyzylinder, sind in mehreren Dimensionen biholomorph äquivalent. Ein großer Teil der Funktionentheorie mehrerer Variablen beschäftigt sich mit Fortsetzungsphänomenen (riemannsche Hebbarkeitssätze, Kugelsatz von Hartogs, Satz von Bochner über Röhrengebiete, Cartan-Thullen-Theorie). Die Funktionentheorie mehrerer komplexer Variablen wird zum Beispiel in der Quantenfeldtheorie benutzt.

## Komplexe Geometrie
Die komplexe Geometrie ist ein Teilgebiet der Differentialgeometrie, das auf Methoden der Funktionentheorie zurückgreift. In anderen Teilgebieten der Differentialgeometrie wie der Differentialtopologie oder der riemannschen Geometrie werden glatte Mannigfaltigkeiten mit Techniken aus der reellen Analysis untersucht. In der komplexen Geometrie dagegen werden Mannigfaltigkeiten mit komplexen Strukturen untersucht. Im Gegensatz zu den glatten Mannigfaltigkeiten ist es auf komplexen Mannigfaltigkeiten möglich, mit Hilfe des Dolbeault-Operators holomorphe Abbildungen zu definieren. Diese Mannigfaltigkeiten werden dann mit Methoden der Funktionentheorie und der algebraischen Geometrie untersucht. Im vorigen Abschnitt wurde erklärt, dass es große Unterschiede zwischen der Funktionentheorie einer Veränderlichen und der Funktionentheorie mehrerer Veränderlicher gibt. Diese Unterschiede spiegeln sich auch in der komplexen Geometrie wider. Die Theorie der riemannschen Flächen ist ein Teilgebiet der komplexen Geometrie und beschäftigt sich ausschließlich mit Flächen mit komplexer Struktur, also mit eindimensionalen komplexen Mannigfaltigkeiten. Diese Theorie ist reichhaltiger als die Theorie der n-dimensionalen komplexen Mannigfaltigkeiten.

## Funktionentheoretische Methoden in anderen mathematischen Teilgebieten
Eine klassische Anwendung der Funktionentheorie liegt in der Zahlentheorie. Benutzt man dort funktionentheoretische Methoden, nennt man dieses Gebiet dann analytische Zahlentheorie. Ein wichtiges Ergebnis ist beispielsweise der Primzahlsatz.
Reelle Funktionen, die sich in eine Potenzreihe entwickeln lassen, sind
auch Realteile von holomorphen Funktionen. Damit lassen sich diese
Funktionen auf die komplexe Ebene erweitern. Durch diese Erweiterung kann
man oft Zusammenhänge und Eigenschaften von Funktionen finden, die
im Reellen verborgen bleiben, zum Beispiel die eulersche Identität.
Hierüber erschließen sich vielfältige Anwendungsbereiche in der Physik (beispielsweise in der Quantenmechanik die Darstellung von Wellenfunktionen, sowie in der Elektrotechnik zweidimensionale Strom-Spannungs-Diagramme).
Diese Identität ist auch die Basis für die komplexe Form der Fourier-Reihe und für die Fourier-Transformation. In vielen Fällen lassen sich diese mit Methoden der Funktionentheorie berechnen.
Für holomorphe Funktionen gilt, dass Real- und Imaginärteil harmonische Funktionen sind, also die Laplace-Gleichung erfüllen. Dies verknüpft die Funktionentheorie mit den partiellen Differentialgleichungen, beide Gebiete haben sich regelmäßig gegenseitig beeinflusst.
Das Wegintegral einer holomorphen Funktion ist vom Weg unabhängig. Dies war historisch das erste Beispiel einer Homotopieinvarianz. Aus diesem Aspekt der Funktionentheorie entstanden viele Ideen der algebraischen Topologie, beginnend mit Bernhard Riemann.
In der Theorie der komplexen Banachalgebren spielen funktionentheoretische Mittel eine wichtige Rolle, ein typisches Beispiel ist der Satz von Gelfand-Mazur. Der holomorphe Funktionalkalkül erlaubt die Anwendung holomorpher Funktionen auf Elemente einer Banachalgebra, auch ein holomorpher Funktionalkalkül mehrerer Veränderlicher ist möglich.

### Wichtige Sätze
- Cauchyscher Integralsatz
- Identitätssatz
- Satz von der Gebietstreue
- Satz von Liouville
- Satz von Morera
- Weierstraßscher Konvergenzsatz
- Riemannscher Abbildungssatz

### Ganze Funktionen
- Exponentialfunktion
- Trigonometrische Funktionen
- Hyperbelfunktionen

### Meromorphe Funktionen
- Gammafunktion
- Elliptische Funktionen